# Maruina spinosa
Maruina spinosa är en tvåvingeart som beskrevs av Cornelius Herman Muller 1895. Maruina spinosa ingår i släktet Maruina och familjen fjärilsmyggor. Inga underarter finns listade i Catalogue of Life.